# Sztolnia Książęca
Sztolnia Książęca (niem. Fürsten Stollen, Mittelgebirge) – średniowieczna sztolnia o długości ok. 480 m w Złotym Stoku.
Sztolnia położona jest w Górach Złotych u podnóża Góry Krzyżowej w wąwozie Złoty Jar obok potoku Trująca.

## Budowa
Sztolnia jest poziomym niskim chodnikiem o wąskim wejściu i znacznie wyższym, dochodzącym do 3 m w głębi korytarzu. Oprócz wydobywania złota odwadniała oraz wentylowała wyrobiska w Górze Krzyżowej.

## Historia
Sztolnie rozpoczęto drążyć w XII wieku. Pierwsza oficjalna wzmianka na temat sztolni pochodzi z 29 maja 1501 roku. Nazwa sztolni pojawia się w sporze gwarków o obiektach górniczych nad Złotym Stokiem. Kolejny dokument z 8 maja 1543 r. wspomina o sztolni odwadniającej na obszarze Sztolni Książęcej w Górze Krzyżowej. Sprawozdanie z lustracji terenów górniczych Złotego Stoku z 1573 r. wspomina o sztolni w Mittelgebirge, która ma 200 łatrów długości (ok. 380 m). Kolejne wzmianki o sztolni pochodzą z dokumentów z pierwszej połowy XVIII w., kiedy swoją działalność w Złotym Stoku rozpoczynali Schärffenbergowie. W dokumencie z 1702 r. wymieniona z nazwy Fürsten Stollen oceniana była jako zachowana w dobrym stanie. Sztolnia uznawana była wówczas prawdopodobnie za jeden z ważniejszych obiektów górniczych w Złotym Stoku, gdyż na planie Księstwa Ziębickiego z 1736 r. została zaznaczona. Historyk Steinbeck w 1857 r. opisuje urzędowy dokument z 29 sierpnia 1740 r., w którym Fürsten Stollen (Sztolnia Książęca) jest wymieniana wśród działających obiektów górniczych. Można więc wnioskować, że taka nazwa była już oficjalna i w powszechnym użytku. Nazwa sztolni pojawia się na mapach sporządzanych przez Królestwo Prus podczas Wojen śląskich. W 1769 r. szychtmistrz Frenzel stwierdził w sprawozdaniu, iż Sztolnia Książęca jest zawalona, ale jej odbudowa nie wymaga wysokich nakładów finansowych. Z 1776 r. pochodzi mapa Złotego Stoku autorstwa Fischera, na której naniesiono schematyczny zarys przebiegu sztolni oraz podano jej nazwę jako Fürsten Stollen. Na początku XIX w. znów nastąpił rozwój robót górniczych w Złotym Stoku. Z planu górniczego z 1802 r. można się dowiedzieć, że Sztolnia Książęca miała wówczas około 480 m długości. To znaczy, że od 1573 kiedy jej długość wynosiła 380 m i przez następne 230 lat przybyło jej zaledwie 100 m długości. Oznaczać to może, że po XVI w. wykonywano w niej znacznie mniej prac. Na planie znajdującym się w dziele Heintze’go z 1817 roku znajduje się informacja, że główny fragment sztolni wykonany został bez użycia materiałów wybuchowych. Na początku XX w. obok sztolni znajdował się niewielki ceglany budynek. W 1906 roku sztolnie oddano do zwiedzania. W 1946 r. Sztolnia Książęca była badana przez Mossoczego, pracownika Państwowego Instytutu Geologicznego. W 1969 r. Sztolnia Książęca została udostępniona do zwiedzania, dzięki staraniom lokalnego koła Polskiego Towarzystwa Turystyczno Krajoznawczego.

## Legenda
Według legendy niskie z początku sklepienie wiąże się z odwiedzinami jednego z książąt ziębickich, który chciał zobaczyć na własne oczy złoto znajdujące się w sztolni. Jego wymaganiem było wykucie chodnika wystarczająco wysokiego by mógł zmieścić się w nim bez ściągania nakrycia głowy. Gwarkowie, z celowo pozostawili niskie wejście do sztolni, tak aby książę, wchodząc do wnętrza, musiał na moment pochylić głowę, oddając tym samym mimowolny hołd ich trudowi i umiejętnościom.

## Biografia
- Dariusz Wójcik, Krzysztof Krzyżanowski, Marek Furmankiewicz , Sztolnia Książęca w Złotym Stoku, 29 listopada 2014
- Tadeusz Mikoś, Eugeniusz Salwach, Janusz Chmura, Jerzy Tichanowicz: Złoty Stok Najstarszy ośrodek górniczo-hutniczy w Polsce. Kraków: Wyd. AGH, 2009, ISBN 978-83-7464-191-3